# بيرني فولر
بيرني فولر (بالإنجليزية: Bernie Fowler)‏ هو سياسي أمريكي، ولد في 30 مارس 1924. حزبياً، نشط في الحزب الديمقراطي.